# Jane Hading

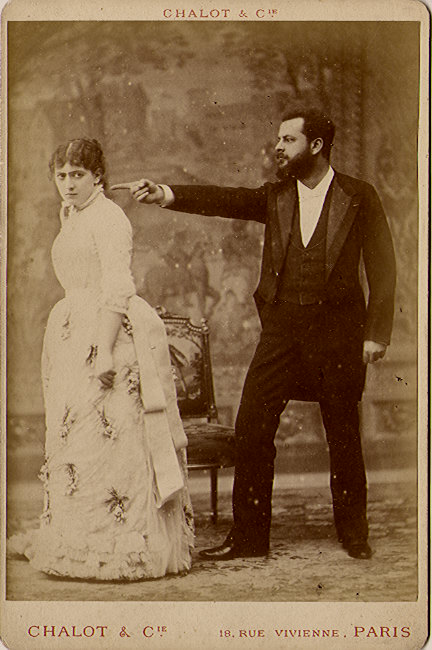
Jane Hading och Jacques Damala i pjäsen Maitre de Forges, omkring 1883.

Jane Hading, egentligen Jeanne Tréfouret, född 25 november 1859, död 18 februari 1941, var en fransk skådespelerska.
Hading sjöng från 1873 med framgång operett, från 1876 i Paris och övergick 1883 till talscenen. Hon var fram till 1887 anställd vid Théâtre du Gymnase och företog tillsammans med Benoît-Constant Coquelin en amerikansk turné 1888. Hading var 1892-94 anställd vid Théâtre français och ägnade sig sedan åt turnéer och gästspel. År 1898 spelade hon i Stockholm. Bland Hadings roller märks Adrienne Lecouvreur, drottningen i Roy Blas, Kameliadamen, Sapho, Grevinnan Sarah och Thérèse Raquin.